# Horsfieldia montana
Horsfieldia montana är en tvåhjärtbladig växtart som beskrevs av Airy-shaw. Horsfieldia montana ingår i släktet Horsfieldia och familjen Myristicaceae. Inga underarter finns listade i Catalogue of Life.